# Kristopher Da Graca
Kristopher Santos Da Graca (* 16. Januar 1998 in Göteborg) ist ein schwedischer Fußballspieler mit Wurzeln in Kap Verde, der aktuell für den schwedischen Erstligisten IK Sirius spielt.

## Karriere

### Verein
Kristopher Da Graca begann mit dem Fußballspielen in seiner Geburtsstadt Göteborg bei Hisingsbacka FC, bevor er 2013 als Jugendlicher nach England in die Fußballschule des FC Arsenal wechselte. Nach vier Jahren kehrte Da Graca nach Schweden in seine Geburtsstadt zurück, wo er sich IFK Göteborg anschloss. Am 10. August 2017 gab er im Alter von 19 Jahren beim 2:1-Heimsieg gegen AIK Solna sein Debüt als Profi in der Allsvenskan. Sein Durchbruch in der Profimannschaft der Göteborger gelang Kristopher Da Graca im Sommer 2019, als er ab dem 13. Juli 2019 in fünfzehn Spielen in der Startelf stand und dabei aufgrund einer Gelbsperre nur eine einzige Partie verpasste. Die Saison 2020 ist gegenwärtig aufgrund der Corona-Krise unterbrochen. Er wechselte am 6. Januar 2021 zum VVV-Venlo in die niederländische Eredivisie. Dort erhielt er einen Zweieinhalbjahresvertrag.

### Nationalmannschaft
Kristopher Da Graca spielte für die schwedische U17- sowie für die U19-Nationalmannschaft. Am 9. September 2019 wurde er für den Kader der U21-Auswahl für das EM-Qualifikationsspiel in Kalmar gegen Irland nominiert, kam allerdings nicht zum Einsatz. Seinen ersten inoffiziellen Einsatz für die schwedische A-Nationalmannschaft gab Da Graca am 12. Januar 2020 während einer Asien-Reise gegen den Kosovo.